# Akademisk Boldklub
Akademisk Boldklub Gladsaxe sau mai simplu AB este un club de fotbal danez din Gladsaxe, Copenhaga. În prezent echipa evoluează în Divizia 2 Daneză.

## Lotul actual
Actualiza la 13 iulie 2018.
| Nr. |           | Poziție | Jucător               |
| --- | --------- | ------- | --------------------- |
| 1   | Danemarca | P       | Mark Fabricius Jensen |
| 2   | Danemarca | F       | Sebastian Lassen      |
| 4   | Danemarca | F       | Philip Olsen          |
| 5   | Danemarca | F       | Adnan Curovic         |
| 6   | Danemarca | M       | Daniel Warmbach       |
| 8   | Danemarca | F       | Tobias Noer           |
| 9   | Danemarca | M       | Armend Aslani         |
| 10  | Danemarca | A       | Rasmus Tangvig        |
| 13  | Danemarca | F       | Matti Olsen           |

| Nr. |           | Poziție | Jucător                 |
| --- | --------- | ------- | ----------------------- |
| 14  | Danemarca | A       | Nichlas Rohde           |
| 15  | Danemarca | M       | Rasmus Nielsen          |
| 17  | Danemarca | M       | Lucas Petersen          |
| 18  | Danemarca | M       | Sylvester Seeger-Hansen |
| 20  | Danemarca | F       | Daniel Thorup           |
| 23  | Danemarca | M       | Martin Nielsen          |
|     | Danemarca | P       | Oliver Børner           |
|     | Danemarca | A       | Yonas Nielsen           |

The first team squad as of 13 iulie 2018.

## Palmares
- Superliga Daneză:
  - Campioană (9): 1919, 1921, 1937, 1943, 1945, 1947, 1951, 1952, 1967
- Cupa Danemarcei:
  - Câștigătoare (1): 1998–99
  - Finalistă (3): 1955–56, 1994–95, 2000–01
- Supercupa Danemarcei:
  - Câștigătoare (1): 1999

- 51 sezoane în Superliga Daneză
- 29 sezoane în Prima Divizie Daneză
- 11 sezoane în Divizia 2 Daneză

## Evoluție
| Sezon   |    | Poz. | M  | V  | R  | Î  | GM | GP | P  | Cupă          | Note      |
| ------- | -- | ---- | -- | -- | -- | -- | -- | -- | -- | ------------- | --------- |
| 1996–97 | 1D | 10   | 33 | 8  | 12 | 13 | 56 | 62 | 36 | semi-final    |           |
| 1997–98 | 1D | 5    | 33 | 13 | 8  | 12 | 61 | 52 | 47 | 4th round     |           |
| 1998–99 | 1D | 3    | 33 | 17 | 5  | 11 | 49 | 36 | 56 | champions     |           |
| 1999–00 | 1D | 3    | 33 | 14 | 10 | 9  | 52 | 35 | 52 | semifinal     |           |
| 2000–01 | 1D | 10   | 33 | 8  | 15 | 10 | 43 | 41 | 39 | final         |           |
| 2001–02 | 1D | 5    | 33 | 13 | 11 | 9  | 48 | 38 | 50 | quarter-final |           |
| 2002–03 | 1D | 9    | 33 | 10 | 12 | 11 | 44 | 48 | 42 | last 16       |           |
| 2003–04 | 1D | 12   | 33 | 8  | 2  | 23 | 31 | 70 | 17 | last 16       | relegated |
| 2004–05 | 2D | 11   | 30 | 10 | 5  | 15 | 49 | 52 | 35 | 3rd round     |           |
| 2005–06 | 2D | 12   | 30 | 11 | 4  | 15 | 43 | 54 | 37 | 4th round     |           |
| 2006–07 | 2D | 10   | 30 | 8  | 9  | 13 | 36 | 53 | 33 | 3rd round     |           |
| 2007–08 | 2D | 6    | 30 | 11 | 8  | 11 | 38 | 36 | 41 | 1st round     |           |
| 2008–09 | 2D | 3    | 30 | 19 | 4  | 7  | 56 | 30 | 61 | 4th round     |           |
| 2009–10 | 2D | 4    | 30 | 15 | 9  | 6  | 47 | 30 | 54 | 3rd round     |           |